# 賀来飛霞
賀来 飛霞（かく ひか、文化13年1月30日（1816年2月27日） - 明治27年（1894年）3月10日）は、豊後国国東郡高田（現在の大分県豊後高田市）出身の本草学者。名は睦之、字は季和、通称は睦三郎。

## 略歴
1816年（文化13年）、当時島原藩領であった豊後国国東郡高田に生まれる。豊後大神氏流賀来氏の系統で、家業は医者であったが、幼くして父を失う。兄佐之とともに幼時から帆足万里に医学や本草学を、十市石谷に写生画を学ぶ。さらに京都で山本亡羊に本草学を学び、その後、九州各地や東北、北陸・甲信越地方等で植物の現地調査を行って、大量の観察記録と精密な写生図を残した。
1844年（弘化元年）には、島原藩領であった豊後国宇佐郡佐田村（現在の大分県宇佐市安心院町佐田）で医業を開業。1857年（安政4年）には、島原藩医であった兄佐之の死去に伴い、島原藩医に任命される。また、1876年（明治9年）には、宇佐郡に戻って宇佐郡公立四日市医学校長・同病院長に任命されるなど、地域医療に尽くした。
1878年（明治11年）には、本草学者伊藤圭介の招きにより老齢を押して東京帝国大学小石川植物園取調掛となり、1881年（明治14年）には、伊藤との共著で植物図鑑『東京大学小石川植物園草木図説 巻一』を出版した。
その業績から、伊藤圭介、飯沼慾斎と並んで、幕末の三大本草学者の一人に数えられる。また、飛霞が収集した標本は、本草学では標本を保存するという概念がなかった中で貴重なものであり、「賀来飛霞標本」として国の登録記念物に登録されている（宮崎県総合博物館蔵）。
墓所は父及び兄の墓とともに宇佐市安心院町佐田にあり、「賀来有軒・佐之・飛霞墓」として宇佐市の史跡に指定されている。なお、民間で初めて反射炉を用いた大砲製造を行った賀来惟熊は従兄にあたり、飛霞も大砲製造を支援している。

### 年譜
- 1816年（文化13年） - 島原藩領国東郡高田に生まれる[2]。
- 1821年（文政4年） - 帆足万里から医学及び本草学を学び始める。また、十市石谷から写生画の技法を学ぶ。
- 1834年（天保5年） - 山本亡羊に本草学を学ぶ。
- 1840年（天保11年） - 由布岳で現地調査を実施。
- 1842年（天保13年） - 東北、北陸・甲信越地方で現地調査を実施。
- 1843年（天保14年） - 島原藩の依頼により島原半島で現地調査を実施。
- 1844年（弘化元年） - 島原藩領宇佐郡佐田村で医業を開く。
- 1846年（弘化2年） - 延岡藩の依頼により日向国で現地調査を実施。
- 1857年（安政4年） - 島原藩医であった兄佐之の死去に伴い島原藩医に任命される。
- 1876年（明治9年） - 宇佐郡公立四日市医学校長・同病院長に任命される。
- 1878年（明治11年） - 小石川植物園取調掛に任命される。
- 1886年（明治19年） - 小石川植物園退職。
- 1888年（明治21年） - 佐田村に戻る。
- 1894年（明治27年） - 死去。